# 連邦軍医科大学校
座標: 北緯48度12分34秒 東経11度34分54秒 / 北緯48.209402943372496度 東経11.581563949584961度

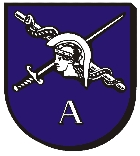

連邦軍医科大学校（れんぽうぐんいかだいがっこう、ドイツ語：Sanitätsakademie der Bundeswehr、略称：SanAkBw）は、救護業務軍連邦軍衛生局に所属する医療業務の中央教育機関である。本校はバイエルン州ミュンヘン第12区シュヴァービング＝フライマンにあるエルンスト・フォン・ベルクマン兵営内に所在している。ここではドイツ軍隊に代わって保健制度に関わるキャリア形成の教育訓練や、技術的、科学的および成人教育を行う。

## 歴史
医科大学校の起源は200年前に成立したプロイセン陸軍医科大学の伝統にまで遡る。
1956年にデゲルンドルフにて陸軍衛生部隊学校として設置される。1957年にはミュンヘンのルイトポルト兵営に移転し、そして2年後に連邦軍医科学校に再編成される。初代校長には後に看護・衛生行政総監に就任するヘルベルト・ホッケマイヤー陸軍軍医中将が着任した。
1963年10月29日、連邦軍医科・保健大学校に改称され、連邦軍放射線生物学研究所（InstRadBioBw）、連邦軍微生物学研究所（InstMikroBioBw）、連邦軍薬理学・毒物学研究所（InstPharmToxBw）の各専門分野ごとの研究部門が設立し付属機関とした。1980年以来、医科大学校はミュンヘンに主要施設を置いている。1997年に連邦軍医科大学校に改称された。医科大学校はミュンヘン市に置かれる独立機関として連邦軍衛生局に直属する。
成人教育部が主催する一般市民向け訓練専門プログラムや課程の多くはバイエルン州医師会が規定した品質基準を満たす。全体で連邦軍医科大学校は毎年6,000本以上の講義と8,300人の参加者を受入れている。

## 内部組織
連邦軍医科大学校は以下のような内部組織を構成している。
- 本部幕僚
- A教育グループ、衛生士官候補生のための教育課程、士官に対する軍事技術的な衛生教育。
- B教育グループ、下士官向け衛生課程およびベルリン、ハンブルク、ミュンヘンおよびウルムに所在する救急業務学校。
- 2006年10月に連邦軍救護業務実働教育・演習センター（ZEinsAusbÜbSanDst）がフェルトキルヒェン (バイエルン州)にて設立。

教育部は、連邦軍医科大学校防衛医学・防衛史教育資料室を管轄している。

## 歴代校長
| 陸軍衛生部隊学校、Sanitätstruppenschule des Heeres                                 |                                                                         |
| 1956年 - 1957年                                                                    | ハイン軍医大佐 OTArzt Dr. Hein                                          |
| 連邦軍医科学校、Sanitätsschule der Bundeswehr                                      |                                                                         |
| 1957年 - 1962年                                                                    | ヘルベルト・ホッケマイヤー陸軍軍医大佐 de:Herbert Hockemeyer            |
| 連邦軍医科・保健大学校、Akademie des Sanitäts und Gesundheitswesens der Bundeswehr |                                                                         |
| 1962年 - 1965年9月                                                                 | クルト・グレシェル軍医准将 Kurt Groeschel                               |
| 1965年10月 - 1966年9月                                                             | アルベルト・クロッツ軍医准将 Albert Klotz                               |
| 1966年10月 - 1969年9月                                                             | カール・マークル軍医准将 Carl Merkle                                    |
| 1969年10月 - 1973年1月                                                             | エルンスト・レーベンティッシュ陸軍軍医准将 de:Ernst Rebentisch          |
| 1973年2月 - 1976年7月                                                              | アルフレート・ジマー軍医准将 de:Alfred Zimmer (Arzt)                    |
| 1976年8月 - 1980年3月                                                              | ハンスヨアヒム・リンデ軍医准将 de:Hansjoachim Linde                     |
| 1980年4月 - 1982年3月                                                              | クラウス・フォス軍医准将 de:Claus Voss                                  |
| 1982年4月 - 1985年3月                                                              | フランツ・クサーヴァー・ゲルトナー軍医准将 de:Franz Xaver Gärtner       |
| 1985年4月 - 1987年3月                                                              | ギュンター＝クラウス・シェーンフェルト軍医准将 Günther-Klaus Schönfeld  |
| 1987年4月 - 1996年9月                                                              | カルステン・エヴェルト陸軍軍医准将 de:Karsten Ewert                     |
| 連邦軍医科大学校、Sanitätsakademie der Bundeswehr                                  |                                                                         |
| 1996年10月 - 2001年                                                                | ペーター・フラップス陸軍軍医准将 de:Peter K. Fraps                      |
| 2001年10月 - 2003年3月                                                             | ペーター＝クラウス・ヴィトコウスキ陸軍軍医大佐 de:Peter-Klaus Witkowski |
| 2003年3月 - 2006年3月                                                              | ペーター・ベラー軍医大佐 Peter Beller                                   |
| 2006年4月 - 2008年1月                                                              | ディルク・ラファエル空軍軍医准将 de:Dirk Raphael                        |
| 2008年2月 - 2010年12月                                                             | トルステン・ゾーンス軍医准将 de:Torsten Sohns                           |
| 2010年12月 - 2012年3月                                                             | GenArzt Stephan Schoeps                                                 |
| 2012年3月 - 2013年6月                                                              | GenArzt Norbert Weller                                                  |
| 2013年6月 - 2016年5月                                                              | GenStArzt Erika Franke                                                  |
| 2016年5月 - 2021年12月                                                             | GenStArzt Gesine Krüger                                                 |
| 2021年12月 - 現在                                                                  | GenStArzt Hans-Ulrich Holtherm                                          |